# Saín Alto
Saín Alto è una municipalità dello stato di Zacatecas, nel Messico centrale, il cui capoluogo è la località omonima.
Conta 21.533 abitanti (2010) e ha una estensione di 1.411,92 km².
Il nome della municipalità è dedicato al cacique Alonso Saín, con l'aggiunta di Alto per l'ubicazione geografica.